# Andreas Hofer (aktor)
Andreas Hofer (ur. 19 maja 1962 w Osnabrücku) – niemiecki aktor telewizyjny i filmowy.
Studiował na wydziale teatralnym, filmowym i telewizyjnym oraz historię sztuki Wolnym Uniwersytecie Berlińskim, który ukończył z tytułem magistra. Uczył się też aktorstwa w Berlinie i Rzymie. W latach 1995–1996 występował w berlińskim KAMA-Theater.
Od 2 marca 2009 do 24 lutego 2010 grał postać Oskara Castellhoffa w telenoweli ZDF Alisa - Idź za głosem serca (Alisa - Folge deinem Herzen). Pojawił się też w serialu kryminalnym RTL Kobra – oddział specjalny (Alarm für Cobra 11 – Die Autobahnpolizei).

## Filmografia

### Filmy fabularne
- 1987: Anita (Anita Berber – Tänze des Lasters)
- 1990: Ö
- 1990: Die sanften Hügel
- 1991: 3 Jahre später
- 1997: Serce oskarżycielem [potrzebny przypis]
- 1998: Der letzte Flug
- 2000: Johanna-Zyklus
- 2001: Leo i Klara  (Leo und Clara) jako prokurator Hermann Markl
- 2002: Summertime Heroes jako
- 2002: Lilly unter den Linden (TV)
- 2002: Baader jako Ziebland
- 2005: Die Mandantin (TV) jako nadkomisarz B. Köster
- 2007: Der Kronzeuge (TV) jako komisarz Mertens
- 2008: Dopóki śmierć nas nie rozłączy (Bis dass der Tod uns scheidet, TV) jako policjant

### Seriale TV
- 1997: Kobra – oddział specjalny
- 1998: Wolffs Revier jako dr Fischer
- 2000: Die Cleveren
- 2000: Klaun (Der Clown) jako Werner Kranz
- 2000: Ein Fall für zwei
- 2001: SK Kölsch jako Jacques Tronnier
- 2002: Kobra – oddział specjalny jako Rolf Pfeifer
- 2004: Im Namen des Gesetzes jako Klaus Matthus
- 2005: Kobra – oddział specjalny jako Hans Vogt
- 2007: Turecki dla początkujących (Türkisch für Anfänger) jako Markus Lemke
- 2007: SOKO Kitzbühel jako Peter Stiller
- 2009: C.I.S. – Chaoten im Sondereinsatz
- 2009: Alisa - Idź za głosem serca (Alisa - Folge deinem Herzen) jako Oskar Castellhoff
- 2010: Strażnik pierścienia jako Sebastian
- 2010: Telefon 110 jako prokurator naczelny przy Sądzie Krajowym
- 2011: Kobra – oddział specjalny jako komisarz Max Wolf
- 2013–2014: To, co najważniejsze (Alles was zählt) jako David M. Degen
- 2016: SOKO Leipzig jako Robert Alexandro